# Rudolf Pfenninger
Rudolf Pfenninger (* 25. Oktober 1899 in München, Deutsches Reich; † 14. Juni 1976 in Baldham, Deutschland) war ein deutscher Filmarchitekt, Zeichner, Tontechniker und Animationsfilmer.

## Leben und Wirken
Der Sohn des Malers Emil Pfenninger war von frühester Kindheit an mit allen Belangen der Kunst in Berührung gekommen. Ab 1918 befasste sich Pfenninger mit Filmexperimenten, ab 1921 arbeitete er als Zeichner an Trickfilmen. Vor allem zu Beginn des Tonfilms begann Pfenninger in diesem Bereich zu experimentieren. Bekannt machten ihn besonders seine Versuche, Tonfrequenzen filmgrafisch sichtbar zu machen. Noch vor dem Schotten Norman McLaren unternahm er Versuche, den Ton direkt auf eine optische Spur (fotoelektrische Zelle) zu übertragen. Damit gelang Pfenninger die sogenannte 'gezeichnete Musik', die auf einer elektroakustischen Umsetzung gezeichneter, geometrischer Figuren beruht. Darüber hinaus inszenierte Rudolf Pfenninger kurze, experimentelle Zeichentrickfilme und schuf, auf einem synthetischen Tonstreifen, ein veritables Ballett. 
Mit der Machtübernahme durch die Nationalsozialisten endete Pfenningers Phase der avantgardistischen Filmexperimente, und er machte sich einen Namen als Tricktechniker und Spezialeffektkünstler für konventionelle Kinounterhaltung (Wasser für Canitoga). Gleich im Anschluss an diesen Film, 1939, wurde Rudolf Pfenninger von der Bavaria Film zum Chefarchitekten berufen. In den kommenden 13 Jahren konzentrierte sich der Münchner fast ausschließlich auf den Entwurf von Filmkulissen. 
In späteren Jahren war Pfenninger mit der Illustration von Werbefilmen beschäftigt.

## Filmografie

### Ton oder Animation
- 1925: Zwischen Mars und Erde (Werbefilm, Animation)
- 1932: Serenade (Kurztrickfilm, Ton)
- 1932: Barcarole (Kurztrickfilm, Ton)
- 1932: Kleine Rebellion (Kurztrickfilm, Ton)
- 1932: Das Wunder des gezeichneten Tones (Kurztrickfilm, Ton, Animation, Regie, Drehbuch)

### Als Filmarchitekt (komplett)
- 1939: Der ewige Quell
- 1939: Der Feuerteufel
- 1940: Das sündige Dorf
- 1940: Das Fräulein von Barnhelm
- 1940: Der siebente Junge
- 1941: Das Mädchen von Fanö
- 1941: Hauptsache glücklich
- 1941: Kameraden
- 1941: Anuschka
- 1942: Einmal der liebe Herrgott sein
- 1942: Der dunkle Tag
- 1942: Peterle
- 1943: Tonelli
- 1944: Orient-Express
- 1944/50: Die Schuld der Gabriele Rottweil
- 1945: Wo ist Herr Belling? (unvollendet)
- 1949: Du bist nicht allein
- 1949: Die seltsame Geschichte des Brandner Kaspar
- 1950: Zwei in einem Anzug
- 1950: Aufruhr im Paradies
- 1951: Das seltsame Leben des Herrn Bruggs
- 1951: Nachts auf den Straßen
- 1952: Einmal am Rhein